# Poderes del presidente de los Estados Unidos
Los poderes del presidente de los Estados Unidos incluyen aquellos explícitamente otorgados por el Artículo II de la Constitución de los Estados Unidos, así como aquellos concedidos por las Leyes del Congreso, poderes implícitos y también una gran cantidad de poder blando asociado con la presidencia.
La Constitución asigna explícitamente al presidente el poder de firmar o vetar leyes, comandar las fuerzas armadas, solicitar la opinión escrita de su Gabinete, convocar o disolver el Congreso, otorgar indultos y perdones, y recibir embajadores. El presidente debe asegurarse de que las leyes se ejecuten fielmente y tiene el poder de nombrar y remover a los funcionarios ejecutivos. El presidente puede hacer tratados, los cuales deben ser ratificados por dos tercios del Senado, y se le otorgan aquellas funciones de relaciones exteriores que no están asignadas de otro modo al Congreso o compartidas con el Senado. Así, el presidente puede controlar la formación y comunicación de la política exterior y dirigir el cuerpo diplomático de la nación. El presidente también puede nombrar jueces del Artículo III y algunos oficiales con el consejo y consentimiento del Senado de los EE. UU. En caso de un receso del Senado, el presidente puede hacer un nombramiento temporal.

## Comandante en jefe

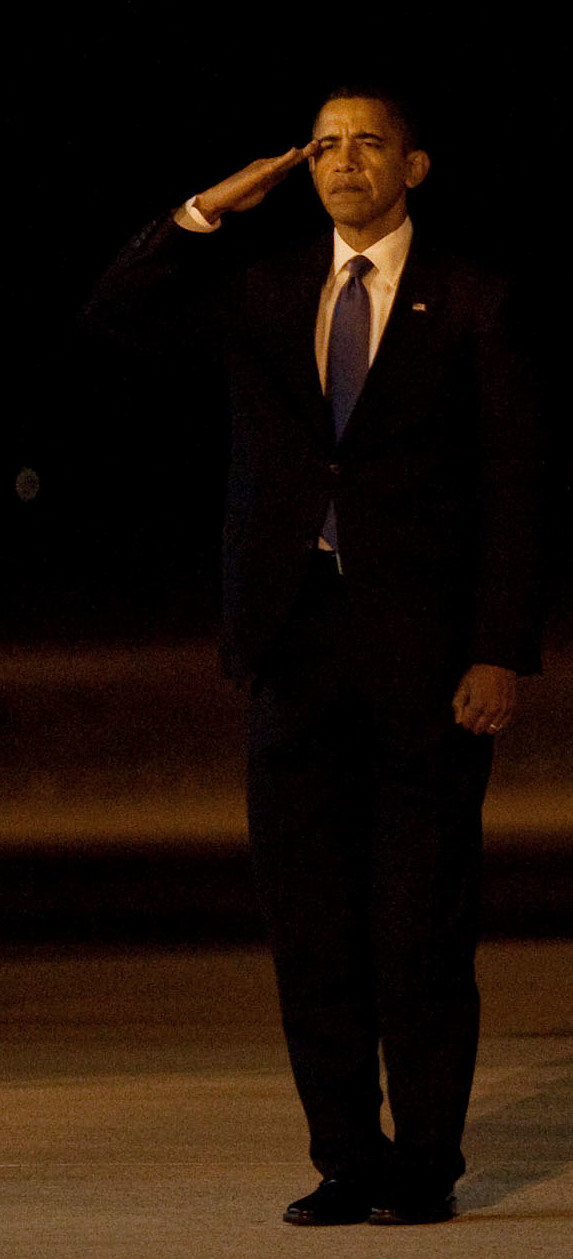
El presidente Barack Obama, como comandante en jefe, saluda los ataúdes de 18 soldados asesinados en Afganistán en 200

El presidente es el comandante en jefe de las Fuerzas Armadas de los Estados Unidos, así como de toda la Milicia federalizada de los Estados Unidos, y puede ejercer el mando y control operativo supremo sobre ellas. En esta capacidad, el presidente tiene el poder pleno para lanzar, dirigir y supervisar operaciones militares, ordenar o autorizar el despliegue de tropas, lanzar unilateralmente armas nucleares y formar la política militar con el Departamento de Defensa y Seguridad Nacional. Sin embargo, la capacidad constitucional para declarar la guerra está exclusivamente en manos del Congreso.

El Artículo II de la Constitución de los EE. UU. designa expresamente al presidente como: 
Comandante en jefe del Ejército y la Armada de los Estados Unidos, y de la Milicia de los varios Estados, cuando sean llamados al servicio efectivo de los Estados Unidos.
Los rangos de EE. UU. tienen sus raíces en las tradiciones militares británicas, con el presidente poseyendo la autoridad suprema, pero sin un rango específico, manteniendo un estatus civil. Antes de 1947, el presidente era el único superior común del Ejército (bajo el secretario de guerra) y la Armada y el Cuerpo de Marines (bajo el secretario de la marina). La Ley de Seguridad Nacional de 1947 y las enmiendas de 1949 a esa misma ley crearon el Departamento de Defensa, y los servicios (Ejército, Armada, Cuerpo de Marines y Fuerza Aérea) pasaron a estar sujetos a la «autoridad, dirección y control» del secretario de defensa. El comando operativo actual de las Fuerzas Armadas se delega del presidente al Departamento de Defensa y normalmente se ejerce a través de su secretario. El presidente del Estado Mayor Conjunto y los comandos combatientes asisten con las operaciones según lo establecido en el Plan de Comando Unificado aprobado por el presidente.
El grado exacto de autoridad que la Constitución otorga al presidente como comandante en jefe ha sido objeto de mucho debate a lo largo de la historia de Estados Unidos, con el Congreso en diferentes momentos otorgando al presidente una amplia autoridad y en otros intentando restringírsela. Hay consenso en que los redactores de la Constitución pretendían que el Congreso declarara la guerra y el presidente la dirigiera; Alexander Hamilton dijo que el presidente, aunque careciendo del poder de declarar la guerra, tendría «la dirección de la guerra cuando sea autorizado o comenzada», explicando más en el ensayo Federalist No. 69 que «El Presidente debe ser comandante en jefe del ejército y la marina de los Estados Unidos. ... No sería más que el mando supremo y dirección de las fuerzas militares y navales ... mientras que el del rey británico se extiende a la DECLARACIÓN de guerra y a la CREACIÓN y REGULACIÓN de flotas y ejércitos, todo lo cual ... correspondería a la legislatura».
De acuerdo con la Resolución de Poderes de Guerra de 1973, el Congreso debe autorizar cualquier despliegue de tropas por más de 60 días, aunque ese proceso depende de mecanismos de activación que nunca se han empleado, lo que lo hace ineficaz. Además, el Congreso proporciona un control al poder militar presidencial a través de su control sobre el gasto militar y la regulación. Históricamente, los presidentes han iniciado el proceso para ir a la guerra, pero los críticos han señalado que ha habido varios conflictos en los que los presidentes no obtuvieron declaraciones oficiales, incluyendo el movimiento militar de Theodore Roosevelt a Panamá en 1903, la guerra de Corea, la Guerra de Vietnam y las invasiones de Granada en 1983 y Panamá en 1989.

## Poderes ejecutivos
Dentro del propio poder ejecutivo, el presidente tiene amplios poderes para gestionar los asuntos nacionales y las prioridades del gobierno. El presidente puede emitir unilateralmente una variedad de reglas, regulaciones e instrucciones, cuyo impacto y visibilidad varían ampliamente. Los memorandos y otras órdenes informales pueden no ser publicados. Las directivas de seguridad nacional pueden ser clasificadas. Las proclamaciones públicas y los acuerdos internacionales son más fáciles de rastrear, al igual que las órdenes ejecutivas, que tienen la fuerza vinculante de la ley sobre las agencias federales pero no requieren la aprobación del Congreso de los Estados Unidos.
Ejemplos tempranos de directivas unilaterales para promulgar políticas políticamente controvertidas incluyen la Proclamación de Neutralidad de George Washington (1793), la Proclamación de Anulación de Andrew Jackson (1832) y la Proclamación de Emancipación de Abraham Lincoln (1862).

## Poderes relacionados con la legislación
El presidente tiene varias opciones cuando se le presenta un proyecto de ley del Congreso. Si el presidente está de acuerdo con el proyecto de ley, puede firmarlo y convertirlo en ley dentro de los diez días posteriores a su recepción. Si el presidente se opone al proyecto de ley, puede vetarlo y devolverlo al Congreso con un mensaje de veto sugiriendo cambios (a menos que el Congreso esté fuera de sesión, en cuyo caso el presidente puede recurrir a un veto de bolsillo).
Los presidentes están obligados a aprobar todo un proyecto de ley o nada de él; los vetos selectivos están prohibidos. En 1996, el Congreso otorgó al presidente Bill Clinton un veto de partida sobre partes de un proyecto de ley que requerían gastar fondos federales. La Corte Suprema, en el caso Clinton v. New York City, encontró que el veto de Clinton sobre las asignaciones de «barril de cerdo» para la ciudad de Nueva York era inconstitucional porque solo una enmienda constitucional podría otorgar al presidente el poder de veto de partida.
Cuando se presenta un proyecto de ley para su firma, el presidente también puede emitir una declaración de firma con expresiones de su opinión sobre la constitucionalidad de las disposiciones del proyecto de ley. El presidente incluso puede declararlas inaplicables, pero la Corte Suprema aún no ha abordado este tema.

## Poderes de nombramiento
Antes de asumir el cargo, el presidente electo y su equipo de transición deben nombrar a personas para más de 6,000 posiciones federales. Los nombramientos van desde altos funcionarios en las agencias del gobierno de los Estados Unidos hasta el personal de la Casa Blanca y miembros del cuerpo diplomático de los Estados Unidos. Muchos, pero no todos, de estos puestos en los niveles más altos son nombrados por el presidente con el consejo y consentimiento del Senado de los Estados Unidos.
El presidente también nombra a personas para cubrir vacantes judiciales federales, incluidos jueces federales, como los miembros de las cortes de apelaciones de los Estados Unidos y la Corte Suprema de los Estados Unidos. Estas nominaciones requieren la confirmación del Senado, y esto puede ser un gran obstáculo para los presidentes que desean moldear el poder judicial federal con una orientación ideológica particular.

## Indulto ejecutivo
El Artículo II de la Constitución de los Estados Unidos otorga al presidente el poder de conceder clemencia. Los dos poderes de clemencia más comúnmente utilizados son el indulto y la conmutación. Un indulto es un perdón oficial por un delito reconocido. Una vez que se emite un indulto, se anula todo castigo por el delito. Una persona que busca clemencia ejecutiva mediante indulto, aplazamiento, conmutación de sentencia o remisión de multa debe presentar una petición formal. La petición debe dirigirse al presidente de los Estados Unidos y ser presentada al abogado de indultos, Departamento de Justicia, Washington D. C. 20530, excepto para peticiones relacionadas con delitos militares. Una persona que acepta el indulto mediante la ejecución de una petición formal debe, sin embargo, reconocer que el delito tuvo lugar. El presidente solo puede conceder indultos por delitos federales. El presidente mantiene la Oficina del Abogado de Indultos en el Departamento de Justicia de los EE. UU. para revisar todas las solicitudes de indultos. El presidente también puede conmutar una sentencia, lo que, en efecto, cambia el castigo a tiempo cumplido. Mientras que la parte culpable puede ser liberada de la custodia o no tener que cumplir una pena de prisión, todos los demás castigos siguen aplicándose.

## Asuntos exteriores
Según la Constitución, el presidente es el funcionario federal principalmente responsable de las relaciones de los Estados Unidos con las naciones extranjeras. El presidente nombra embajadores, ministros y cónsules (sujetos a la confirmación del Senado) y recibe a embajadores extranjeros y otros funcionarios públicos. Junto con el secretario de Estado, el presidente gestiona todos los contactos oficiales con gobiernos extranjeros.
En ocasiones, el presidente puede participar personalmente en conferencias cumbre donde los jefes de Estado se reúnen para consultas directas. Por ejemplo, el presidente Wilson encabezó la delegación estadounidense en la Conferencia de Paz de París en 1919 después de la Primera Guerra Mundial; el presidente Franklin D. Roosevelt se reunió con los líderes aliados durante la Segunda Guerra Mundial; y todos los presidentes se reúnen con líderes mundiales para discutir asuntos económicos y políticos y alcanzar acuerdos.

## Poderes de emergencia
La Constitución no otorga expresamente al presidente poderes adicionales en tiempos de emergencia nacional. Algunos académicos piensan que los redactores implicaron estos poderes porque el diseño estructural del Poder Ejecutivo le permite actuar más rápidamente que el Poder Legislativo. Debido a que la Constitución permanece en silencio sobre este tema, los tribunales no pueden otorgar al Poder Ejecutivo estos poderes cuando intenta ejercerlos. Los tribunales solo reconocerán el derecho del Poder Ejecutivo a usar poderes de emergencia si el Congreso ha otorgado tales poderes al presidente.
El poder de emergencia presidencial no es una idea nueva. Sin embargo, la forma en que se utiliza en el siglo XXI presenta nuevos desafíos.

## Privilegio ejecutivo
El privilegio ejecutivo otorga al presidente la capacidad de retener información del público, del Congreso y de los tribunales en asuntos de seguridad nacional y diplomacia. George Washington fue el primero en reclamar este privilegio cuando el Congreso solicitó ver las notas del juez jefe John Jay sobre una negociación de tratado impopular con Gran Bretaña. Aunque no está consagrado en la Constitución, la acción de Washington creó el precedente para el privilegio. Cuando Richard Nixon intentó usar el privilegio ejecutivo como razón para no entregar cintas de audio citadas por un fiscal especial en el escándalo de Watergate, la Corte Suprema dictaminó en Estados Unidos v. Nixon que el privilegio no era absoluto. La Corte razonó que el interés del poder judicial en la «administración justa de la justicia penal» superaba el interés del presidente Nixon en mantener la evidencia en secreto. Posteriormente, el presidente Bill Clinton perdió en un tribunal federal cuando intentó afirmar el privilegio en el caso Lewinsky. La Corte Suprema confirmó esto en Clinton v. Jones, negando el uso del privilegio en casos de demandas civiles.